# رفع (شبكات)
الرفع أو التحميل إلى الشبكة (بالإنجليزية: Upload)‏ هو مصطلح يستخدم في شبكات الحاسوب للإشارة إلى نقل البيانات إلى «نظام بعيد» مثل خادم أو جهاز حاسب آخر، فيمكن تخزين نسخة على ذلك النظام/الحاسب.
وهو العملية العكسية لعملية التحميل.

## الرفع عن بُعد
نقل بيانات من «نظام بعيد» إلى نظام آخر والتحكم في ذلك بواسطة نظام محلي يُسمى «الرفع عن بُعد»
يُستخدم الرفع عن بُعد بواسطة مواقع استضافة الملفات، والتي يمكن من خلالها إعادة «تنزيل» تلك الملفات. ويُستخدم أيضا عندما يكون الاتصال مع النظام البعيد (Remote System) بطيئا بينما الاتصال مع الشبكة المحلية (Local) سريعا. فبدون وظيفة «الرفع عن بُعد» سيتوجب «تنزيل» البيانات أولا إلى «مُضيف محلي» (Local host) ثم بعد ذلك يتم «رفعها» إلى خادم استضافة الملفات البعيد، ويتم ذلك من خلال اتصالات بطيئة.